# Somballe
Somballe es una localidad del municipio de Santiurde de Reinosa (Cantabria, España). En el año 2024 contaba con una población de 38 habitantes (INE). La localidad se encuentra a 864 metros de altitud sobre el nivel del mar, y a 4 kilómetros de distancia de la capital municipal, Santiurde de Reinosa.

## Paisaje y naturaleza
Somballe es un pueblo situado en ladera desde el que se obtiene una excepcional panorámica de los montes que cercan el Ayuntamiento de Santiurde de Reinosa y del fondo del valle por el que serpentea el aún no muy crecido Besaya.
Mirando al este, se encuentra la presencia imponente de la sierra de Gañimones con su falda cubierta de hayas jóvenes y avellanos. Los montes de la parte meridional, bajo las alturas del pico Haro y la Fuente del Moro, conocen una cobertura boscosa de mayor madurez a base de hayas.

## Patrimonio histórico
La iglesia parroquial de Santa Eulalia es un edificio de fábrica barroca, levantado sobre otro anterior románico del que es testigo una inscripción en un sillar del contrafuerte sureste de la cabecera, en la que aparece la consagración del templo en el año 1167. Posee una nave de dos tramos de escaso desarrollo longitudinal y una cabecera recta, ambas con cubierta abovedada de terceletes. La espadaña tiene dos cuerpos, más esbelto el inferior, de dos troneras. El pórtico y la sacristía son añadidos posteriores.
A la entrada de Somballe, tiene interés una casona que, a tenor del escudo que hay sobre la ventana de la fachada oeste, fue la antigua casa rectoral, edificada en 1735. Esta fachada oeste recuerda bastante a las que encontramos en multitud de casonas campurrianas, especialmente de Campoo de Suso, donde notamos una similar disposición de los elementos de la fachada y una misma interpretación decorativa del encalado y la sillería. La fachada sur, con un solana de madera, es más típica de los valles bajos cántabros donde la suavidad del clima permite mayores aperturas.

## Historia
El historiador Mateo Escagedo Salmón sitúa la ciudad o territorio de Primorías en las cercanías de Somballe, concretamente en el monte Temuda. Esta ciudad sería una de las cinco plazas fuertes que defendían la frontera sur de la Cantabria altomedieval, habiendo sido repoblada por orden del rey Alfonso III el Magno.

## Personajes
- Francisco Valentín Udías. Cura de Somballe citado por el geógrafo y cartógrafo Tomás López en su mapa del Partido de Reynocsa (1785).[2]